# Pamiela

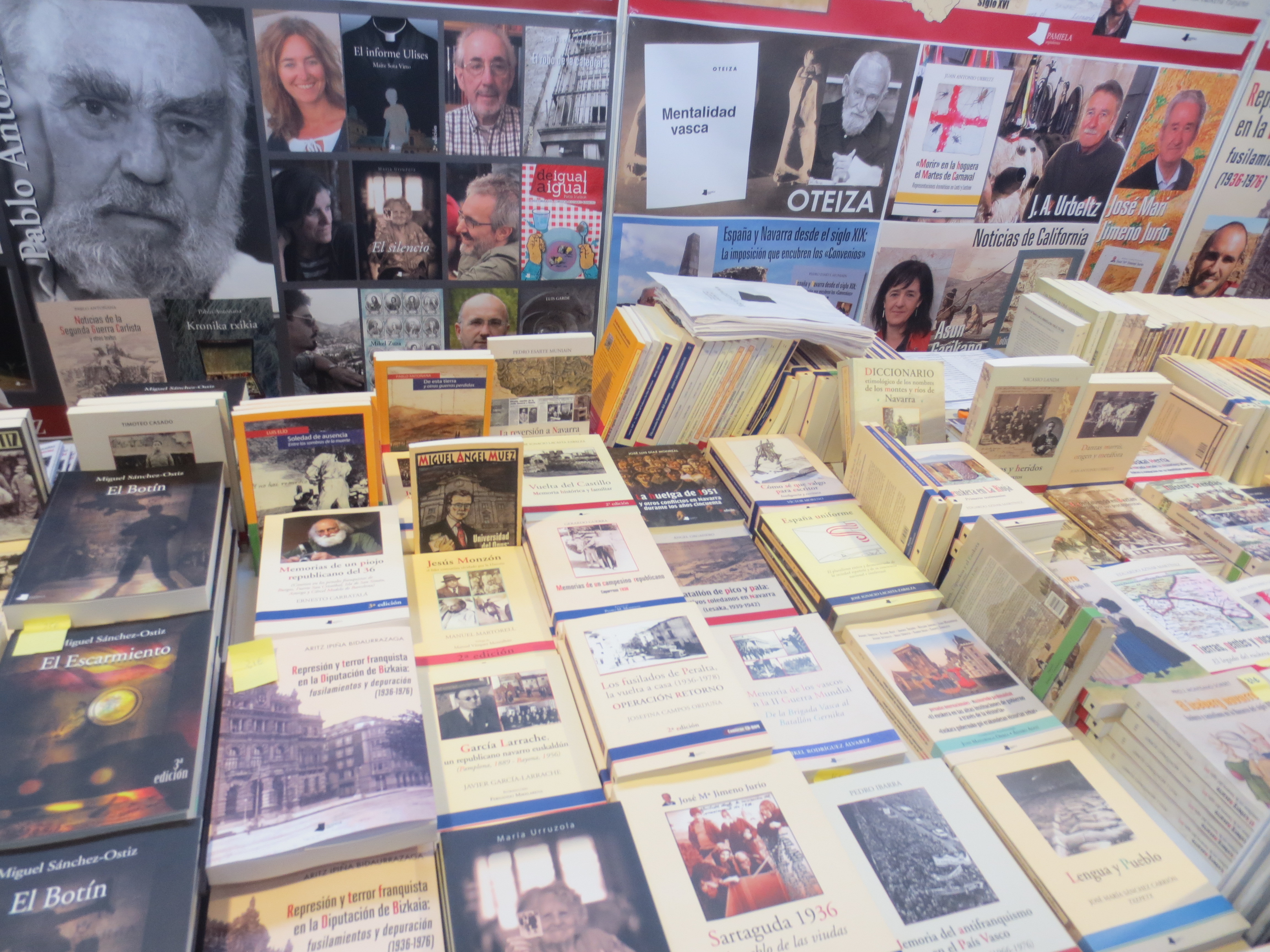
Escaparate de una librería en 2017.

Pamiela Etxea es una editorial española con sede en Pamplona. Está especializada en la publicación de libros y revistas en lengua vasca y española .

## Historia
En 1983 apareció en Pamplona el primer número de la revista literaria Pamiela. El título de "Pamiela" procede de un vocablo en euskera que significa "caja dejada por las brujas que no puede abrirse, pues caso de hacerlo caerán sobre quien lo hiciera innumerables desgracias". Entre los colaboradores de la revista estaba Pablo Antoñana, del que se publicaría más adelante su novela Pequeña crónica. Así nació la editorial, que editó otras obras de Antoñana, así como de otros autores tanto en lengua castellana como vasca. En 2010, Pamiela llevaba publicadas un millar de títulos en ambas lenguas. Jorge Oteiza creó en 2000 el sello que desde entonces la identifica.